# Ielena Kovalenko
Pour les articles homonymes, voir Kovalenko.
Ielena Arkadievna Kovalenko (en russe : Елена Аркадьевна Коваленко) est une joueuse de volley-ball russe née le 30 juin 1988. Elle mesure 1,86 m et joue au poste de réceptionneuse-attaquante. Elle totalise 22 sélections en équipe de Russie.

## Clubs
| Club                  | De        | À         |
| --------------------- | --------- | --------- |
| Avtodor-Metar         | 2004-2005 | 2009-2010 |
| Ouralotchka NTMK      | 2010-2011 | 2010-2011 |
| AZS Białystok         | 2011-2012 | 2011-2012 |
| Khara Morin           | 2012-2013 | 2012-2013 |
| VK Voronej            | 2013-2014 | 2013-2014 |
| Balıkesir BBSK        | 2014-2015 | 2014-2015 |
| VK Metar Tcheliabinsk | 2016-2017 | 2018-2019 |
| Pribuzhje Brest       | jan 2020  | …         |

## Palmarès
- Championnat du monde des moins de 18 ans
  - Finaliste: 2005.